# Pilatus Aircraft

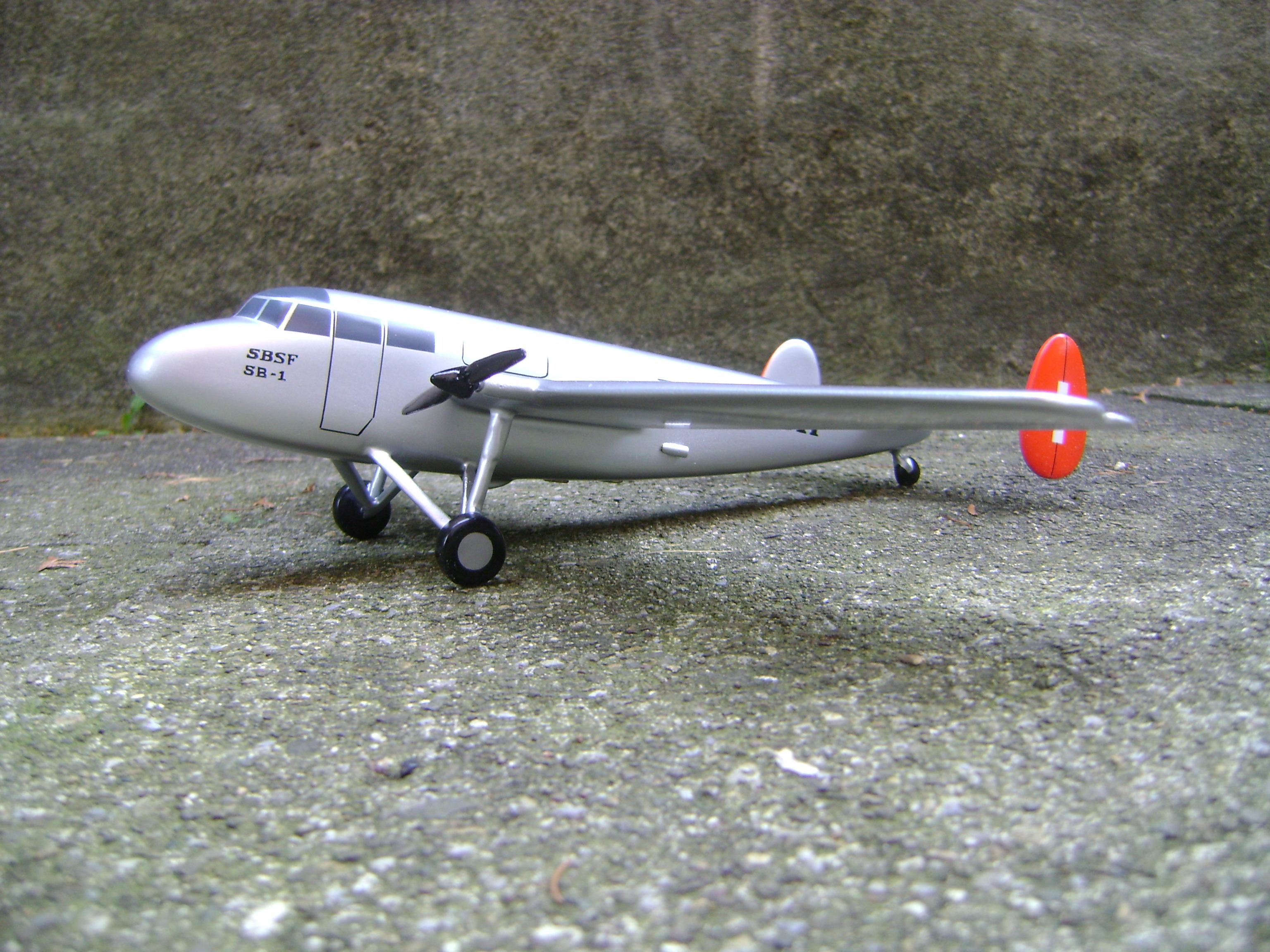
Pilatus SB-1

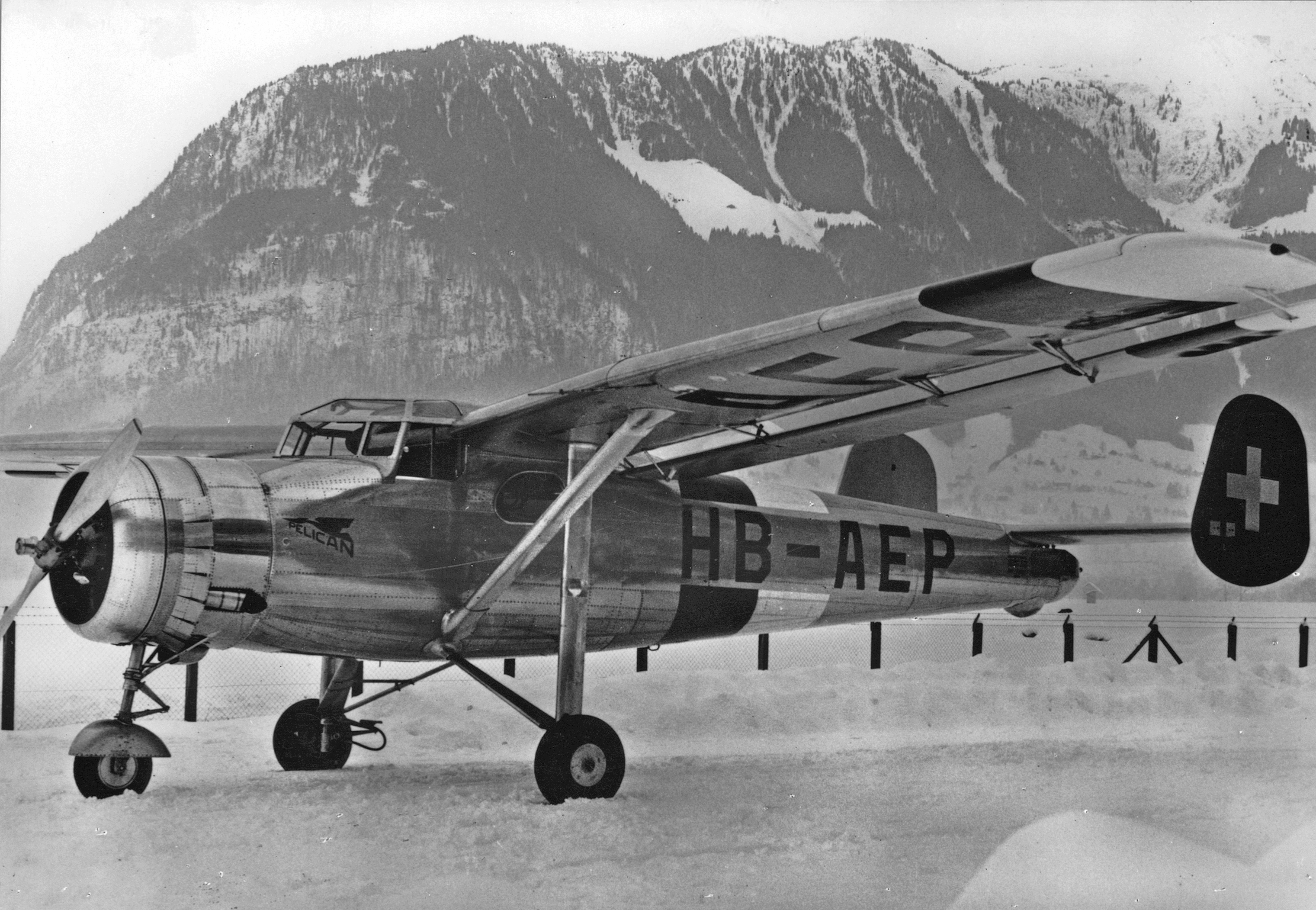
Pilatus SB-2 Pelican

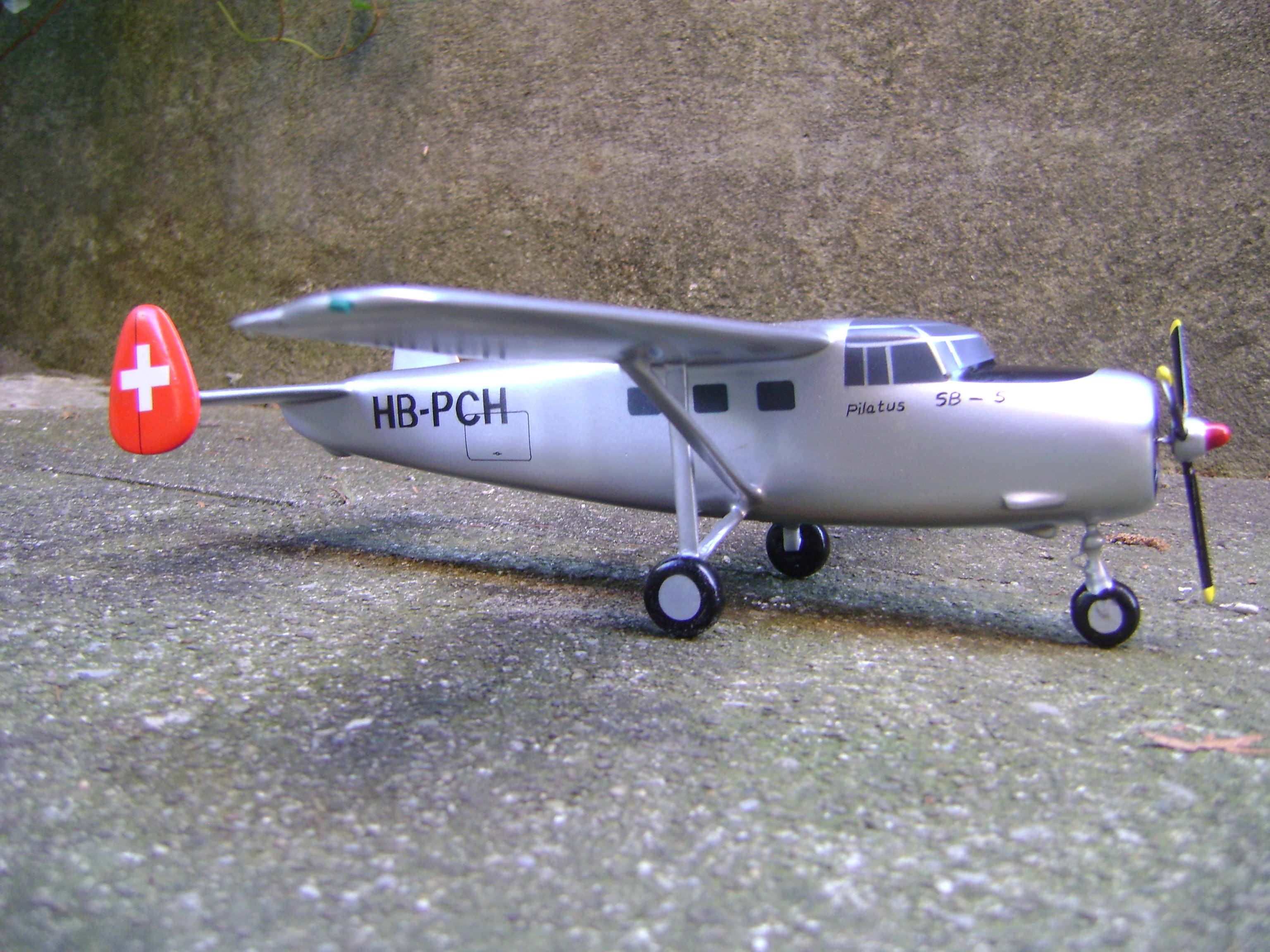
Pilatus SB-5

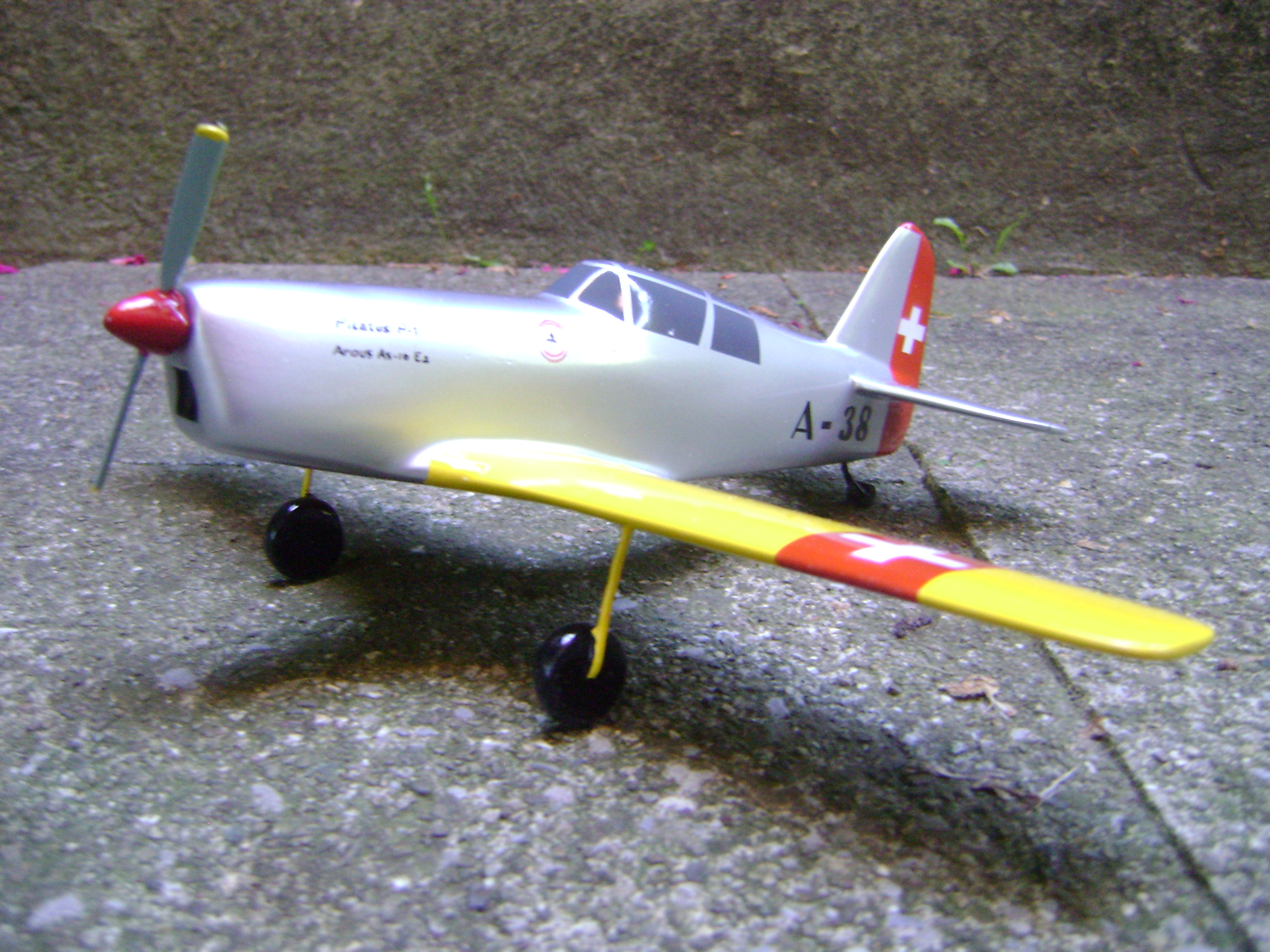
Pilatus P-1

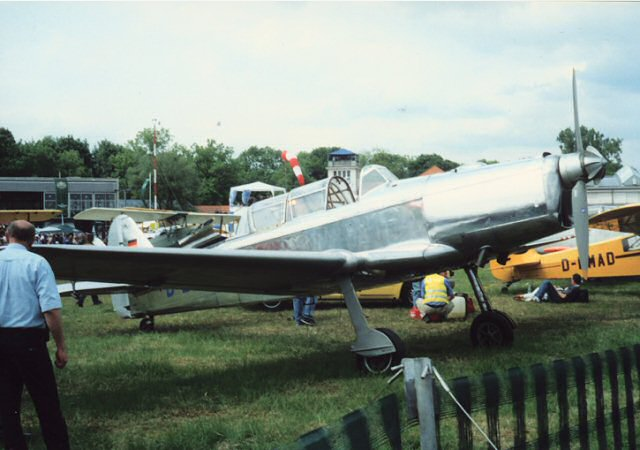
Pilatus P-2

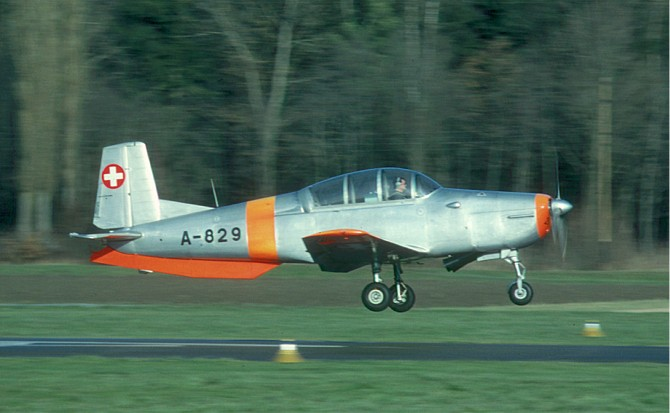
Pilatus P-3

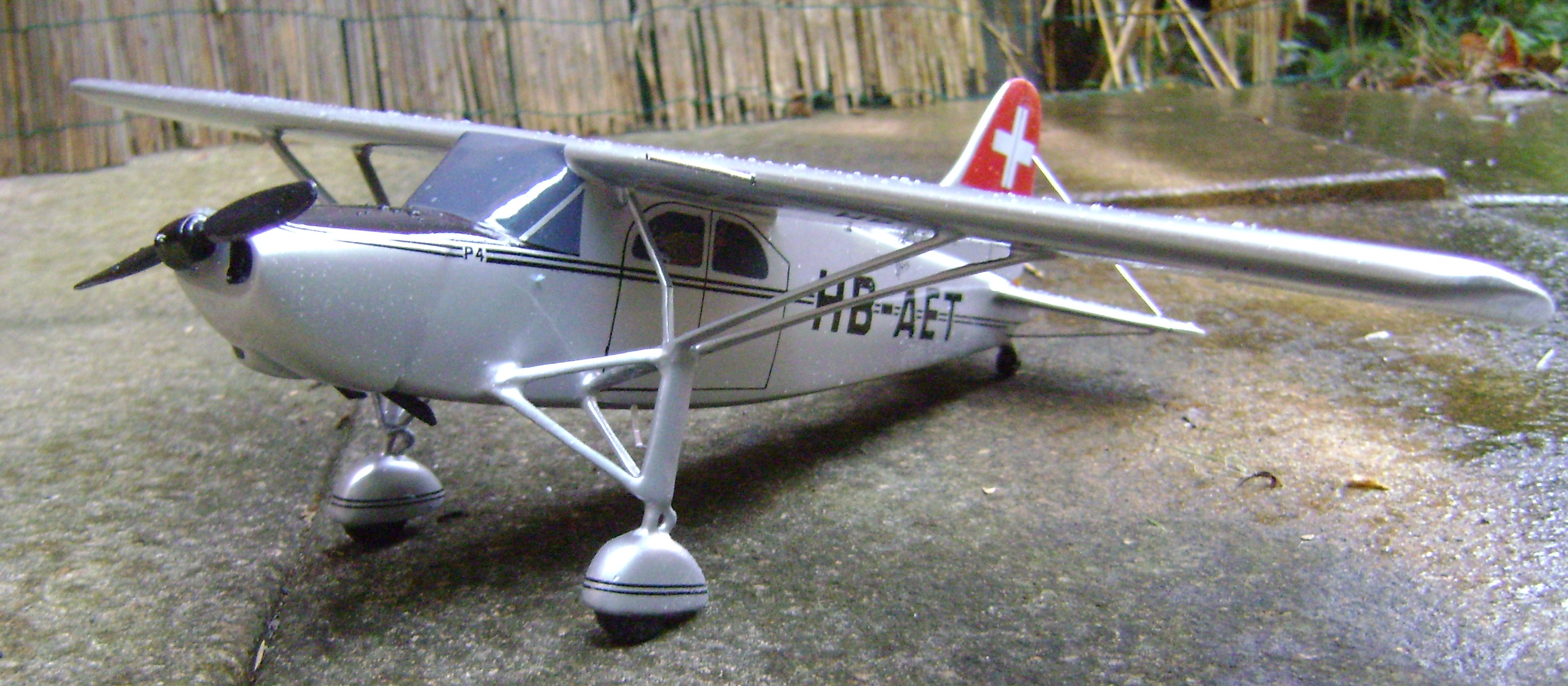
Pilatus P-4

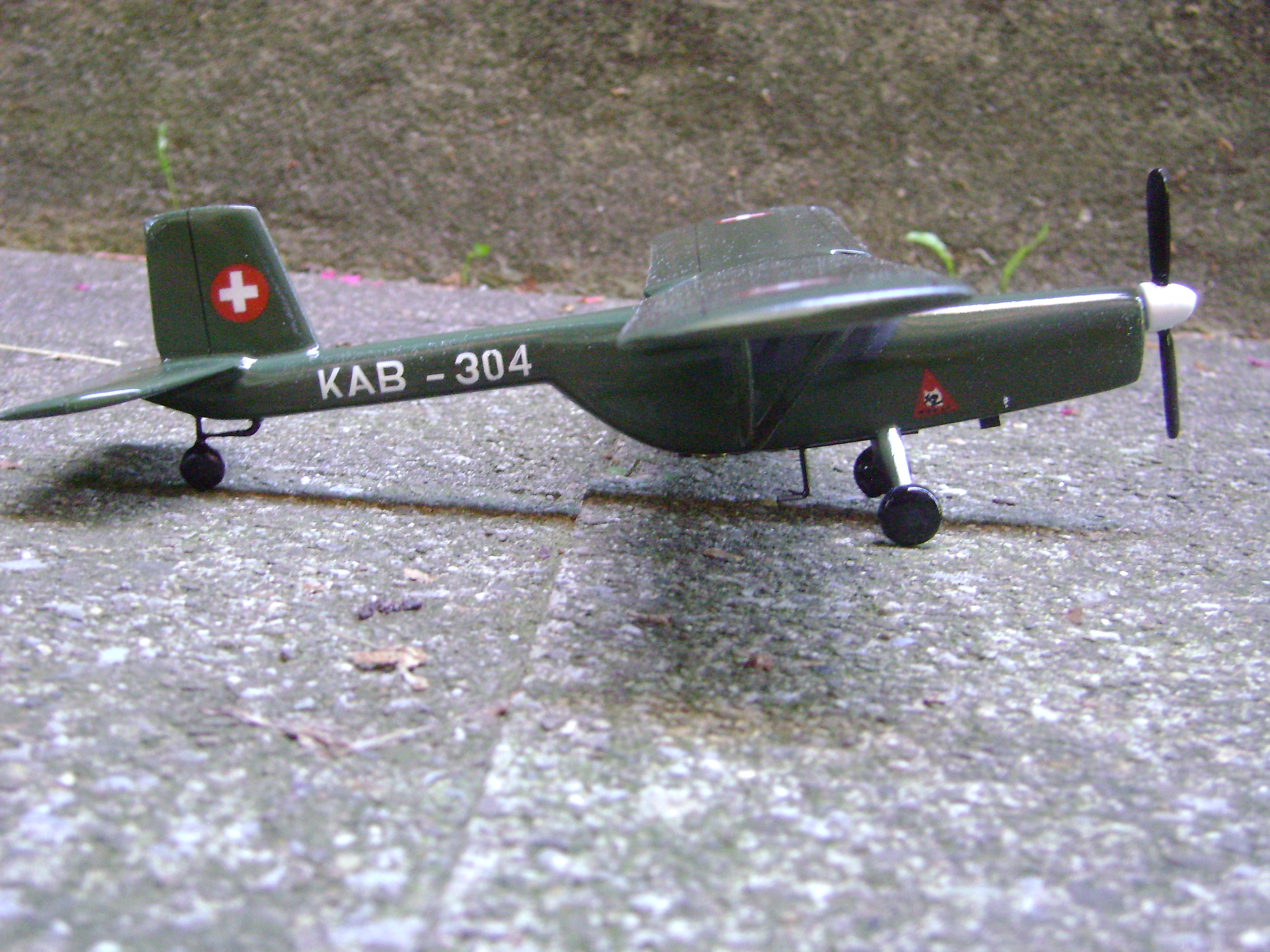
Pilatus P-5

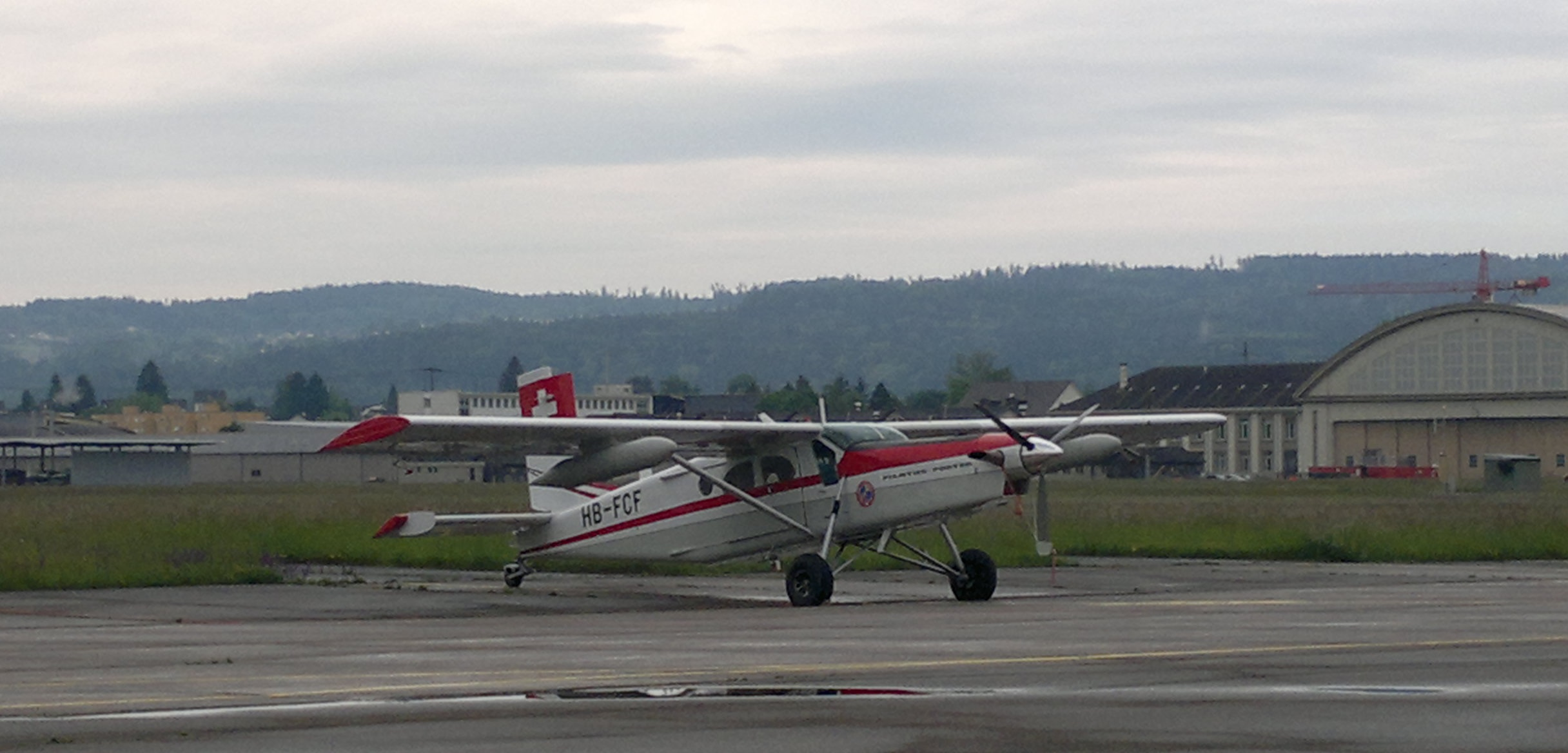
Pilatus PC-6

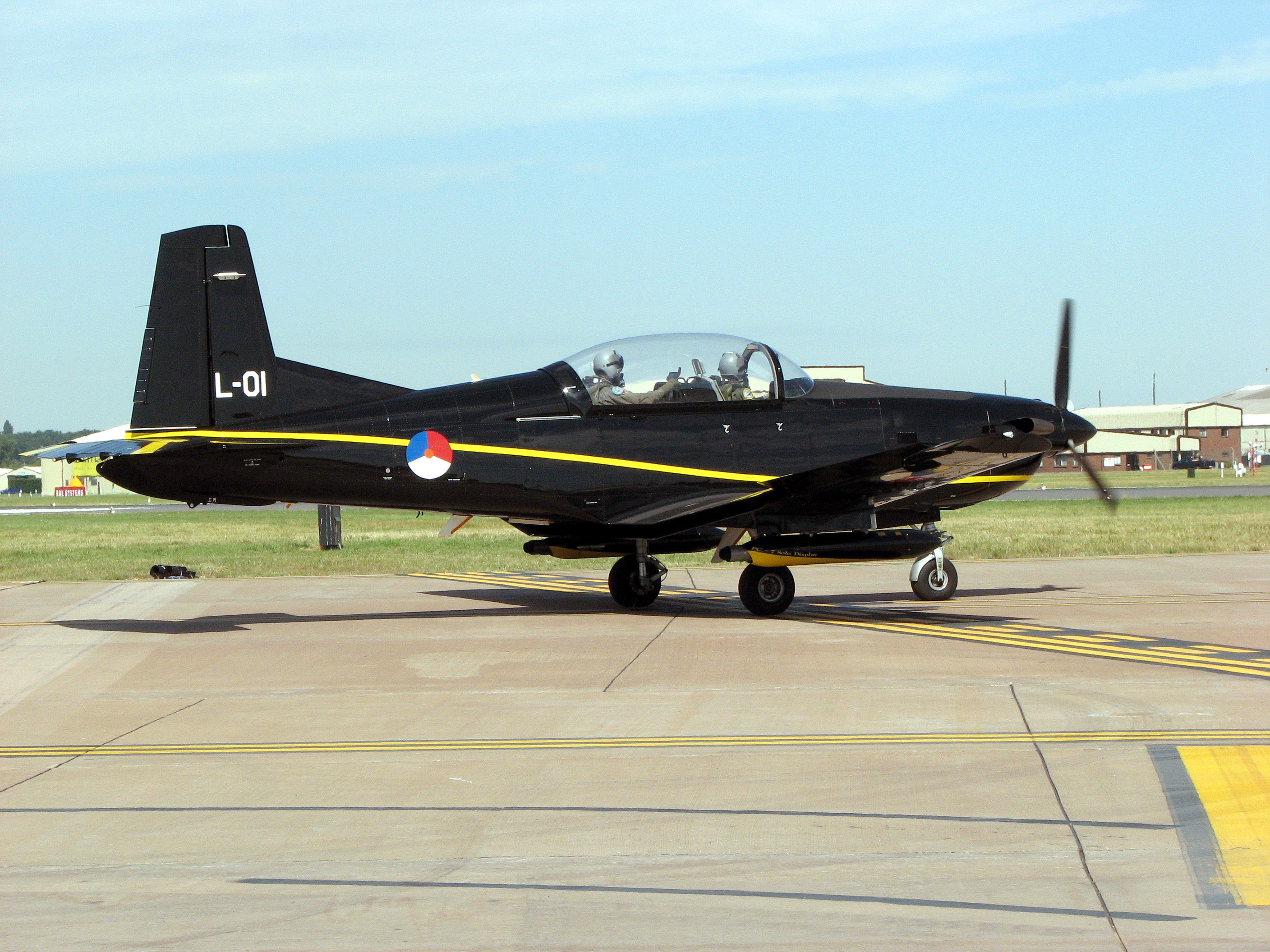
Pilatus PC-7

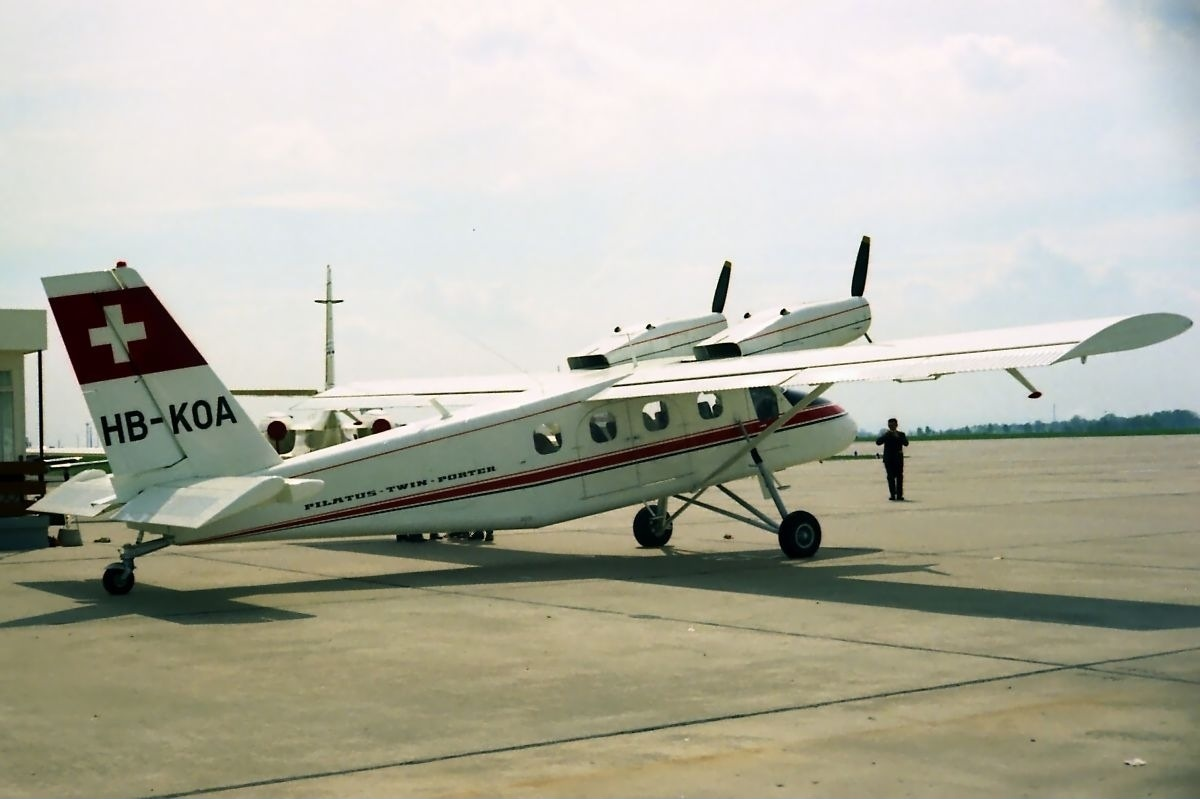
Pilatus PC-6D Twin Porter

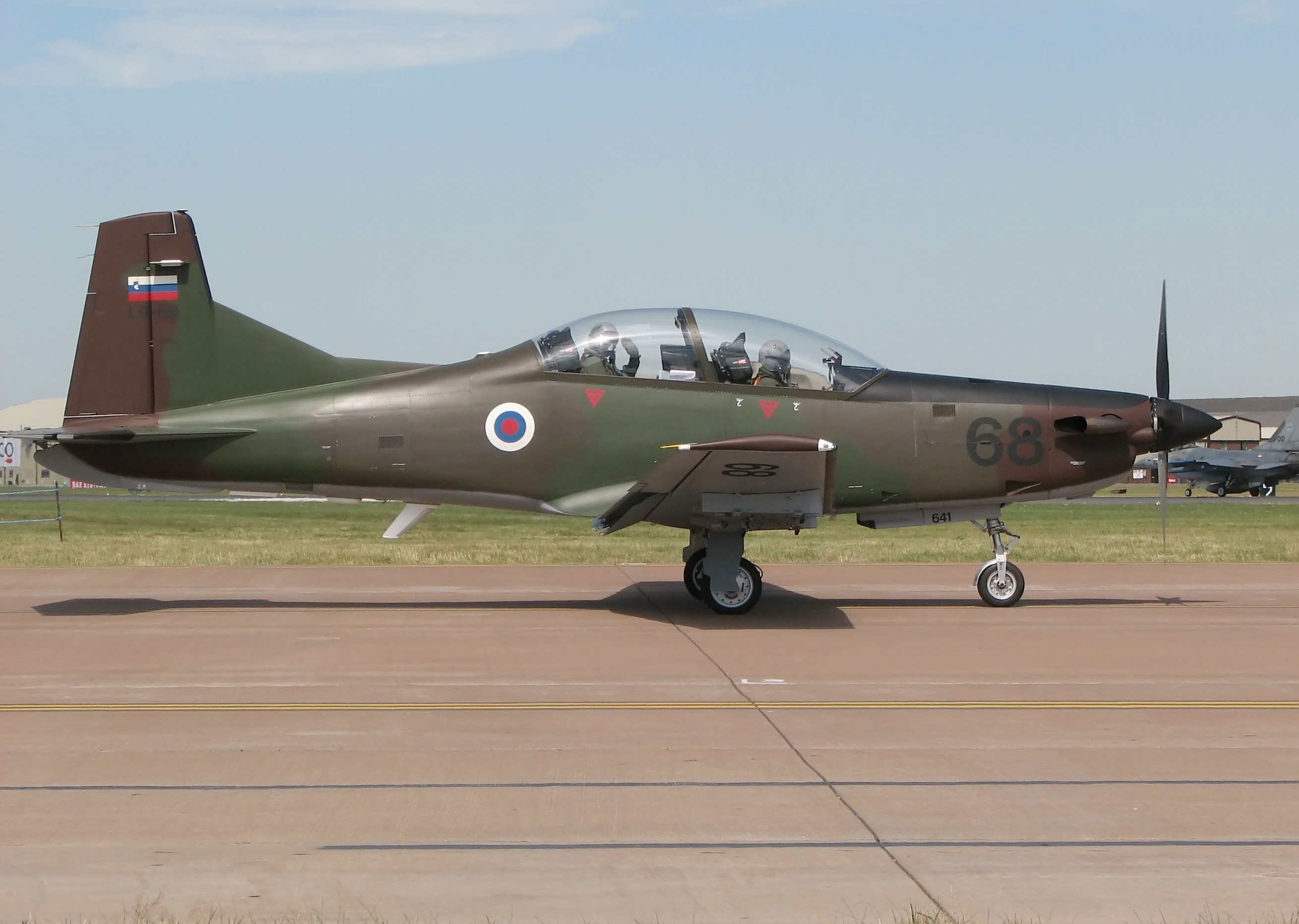
Pilatus PC-9

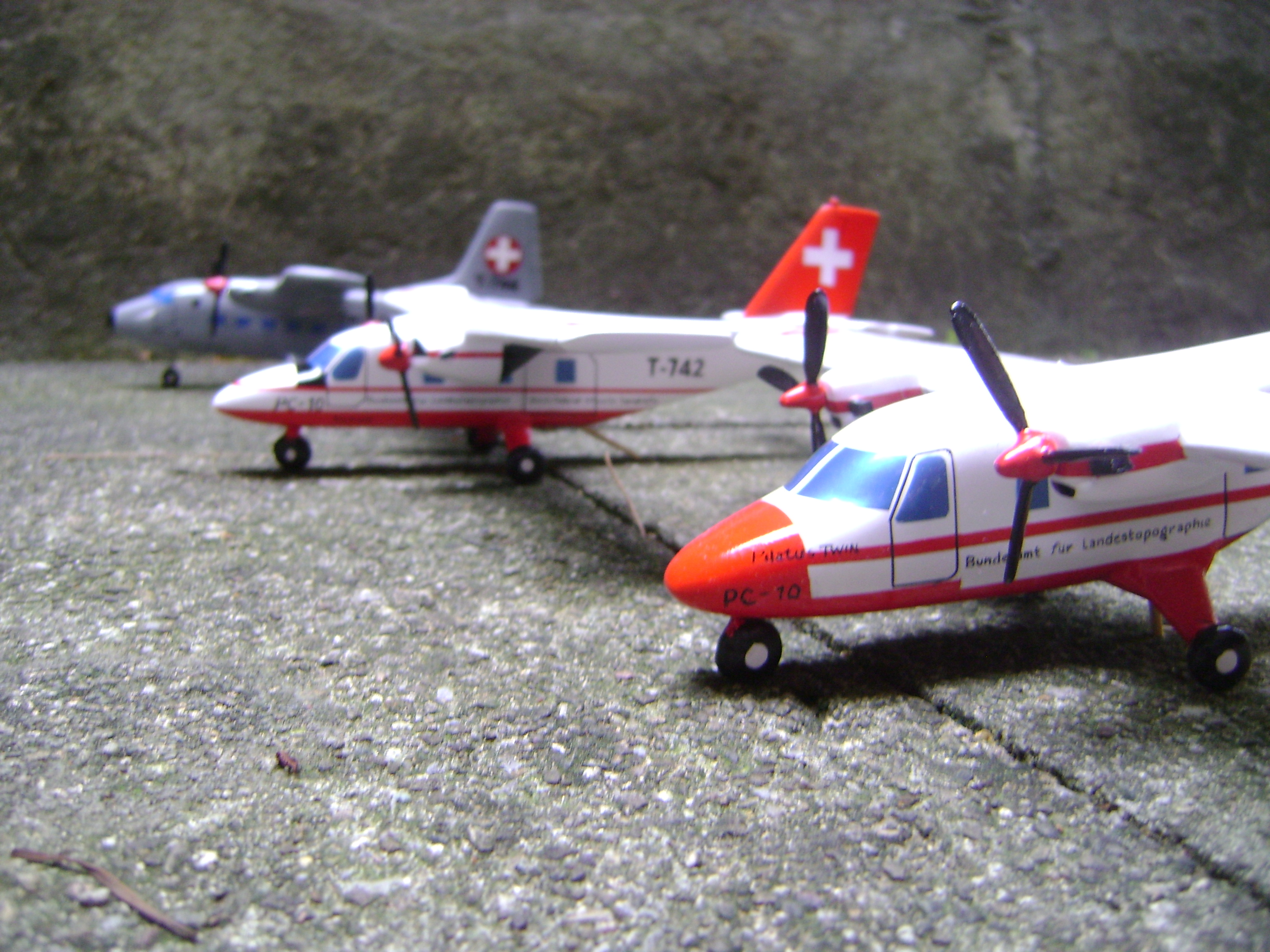
Pilatus PC-10

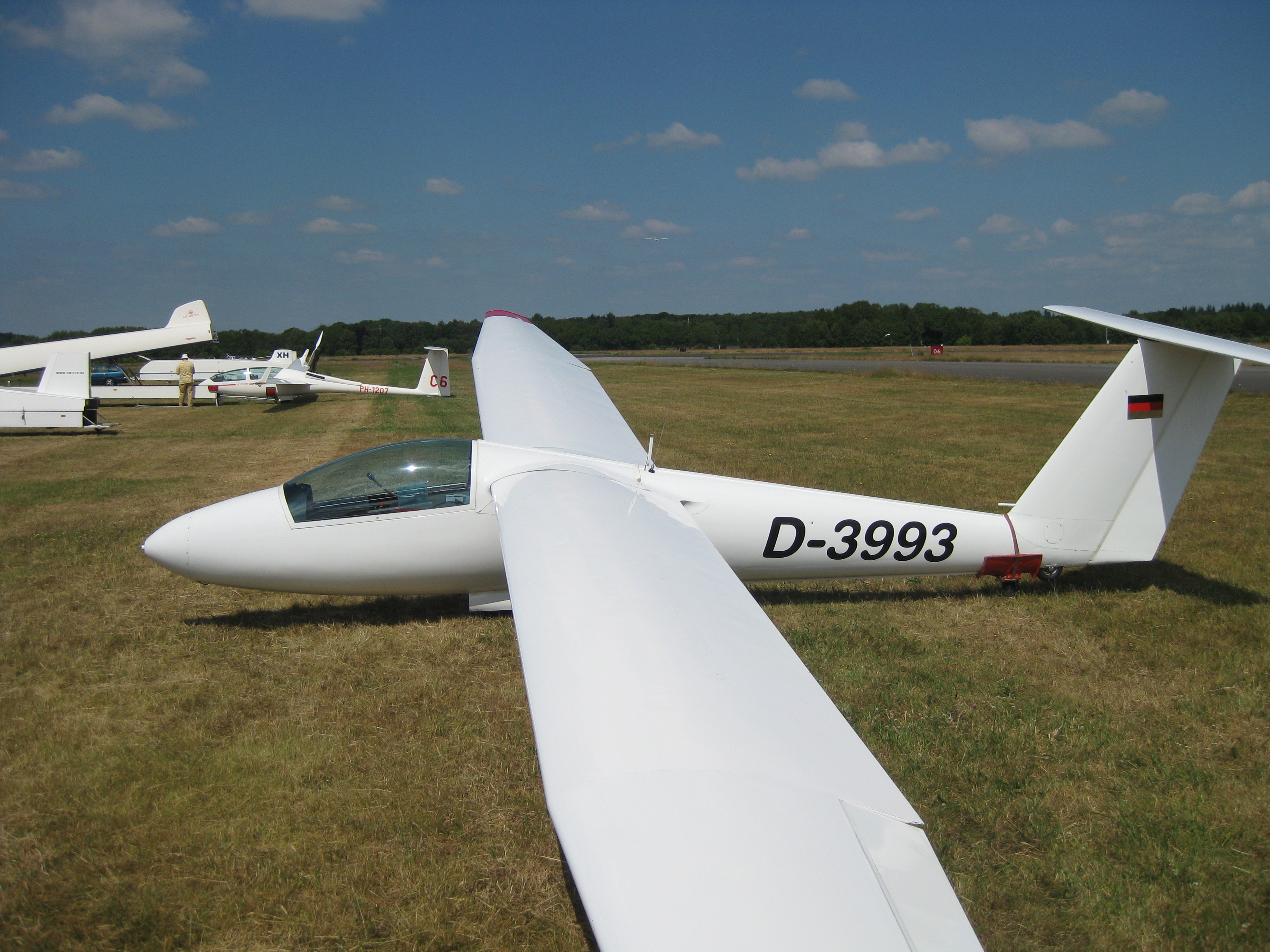
Pilatus PC-11 /B-4

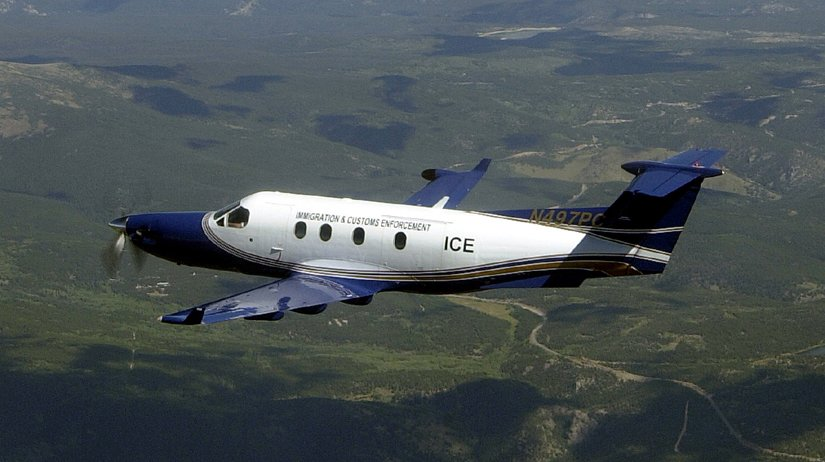
Pilatus PC-12

Pilatus Aircraft Ltd. es una compañía fabricante de aviones primordialmente destinados al entrenamiento militar. La compañía tiene su sede en Stans, Suiza, y emplea aproximadamente a 1.100 personas.

## Historia
Pilatus Aircraft Ltd. fue creada en 1939 como Pilatus Flugzeugwerke AG que formaba parte de la organización Oerlikon-Bührle fundada en Stans, en diciembre de 1939. El primer producto de la compañía fue un transporte ligero para 4/6 plazas denominado Pilatus SB-2 Pelican que voló en 1944. En 1945 Pilatus empezó a producir el biplaza de entrenamiento militar Pilatus P-2 para la Fuerza Aérea Suiza, del que se construyeron 54 unidades. El P-2 fue seguido por el biplaza de entrenamiento primario y avanzado Pilatus P-3, del que se entregaron 72 unidades también para la Fuerza Aérea Suiza; en 1953 se fabricaron 6 unidades más para la Marina de Brasil.
En 1959, el Pilatus PC-6 Porter fue introducido en el mercado civil. Este avión se hizo bastante popular y aún se sigue fabricando como PC-6 Turbo-Porter con motores turbohélice. En 1972, Pilatus produjo un planeador de aluminio llamado Pilatus PC-11, también conocido como el B-4; se construyeron un total de 322 unidades.
En 1978, se comenzó la producción del entrenador avanzado modelo Pilatus PC-7 Turbo-Trainer propulsado a turbohélice, de los que se han construido aproximadamente 450 unidades. La Fuerza Aérea Mexicana ha sido su cliente principal al comprar 88 unidades. El PC-7 está equipado con un motor de turbohélice Pratt & Whitney Aircraft of Canada PT6A-25A con 485 kW de potencia.
En 1979, Pilatus adquirió la compañía de aeronaves llamada Britten-Norman, y en 1984, comenzó la manufactura del entrenador avanzado Pilatus PC-9 con motor turbohélice, del cual se han fabricado más de 250 unidades.
En 1994, se introdujeron los aviones Pilatus PC-7 Mk II Astra, un entrenador militar que usa el motor Pratt & Whitney Canada PT6A-25C con 522 kW de potencia, y el avión Pilatus PC-12 para transporte civil; ambos con motor de turbohélice.
En diciembre de 2000, los propietarios de Pilatus, Unaxis, vendieron la compañía a un consorcio de inversores suizos. La más reciente generación de aviones Pilatus es el Pilatus PC-21, que fue presentado en 2002 y ya tiene firmados contratos de ventas a la Fuerza Aérea de Singapur (19 unidades) y a la Fuerza Aérea Suiza (6 unidades). El PC-21 cuenta con un motor de turbohélice Pratt & Whitney Canada PT6A-68B de 1.200 kW de potencia.

## Aeronaves fabricadas por Pilatus
- Pilatus SB-1 (Project)
- Pilatus SB-2 Pelican
- Pilatus SB-5 (Project)
- Pilatus P-1 (Project)
- Pilatus P-2
- Pilatus P-3
- Pilatus P-4
- Pilatus P-5 (Project)
- Pilatus PC-6 Porter y PC-6 Turbo Porter
- Pilatus PC-7 Versiones: PC-7, PC-7 Mk II, NCPC-7
- Pilatus PC-8D Twin Porter
- Pilatus PC-9
- Pilatus PC-10
- Pilatus PC-11 B-4
- Pilatus PC-12
- Pilatus PC-21
- Pilatus PC-24

## Usuarios del PC-7 y PC-7 MKII
Una lista parcial de los operadores de PC-7 son:
- Angola: 25 (entregados desde 1982)
- Emiratos Árabes Unidos: 31 (entregados desde 1982)
- Austria: 16 (entregados desde 1983)
- Birmania: 17 (entregados desde 1979)
- Bolivia: 24 (entregados desde 1979)
- Bofutatsuana: 2 (entregados desde 1989)
- Botsuana: 7 (entregados desde 1990)
- Brunéi: 4
- Chad: 2 (entregados desde 1985)
- Chile: 10 (entregados desde 1980)
- Francia: 5 (entregados desde 1991)
- Guatemala: 12 (entregados desde 1980)
- Irán: 35 (entregados desde 1983)
- Irak: 52 (entregados desde 1980)
- Malasia: 46 (entregados desde 1983)
- México: 88 (entregados desde 1980)
- Países Bajos: 13 (entregados desde 1989)
- Sudáfrica: 60
- Surinam: 3 (entregados desde 1986)
- Suiza: 40 (entregados desde 1979)
- Uruguay: 6 (entregados desde 1992)

## Usuarios del PC-9

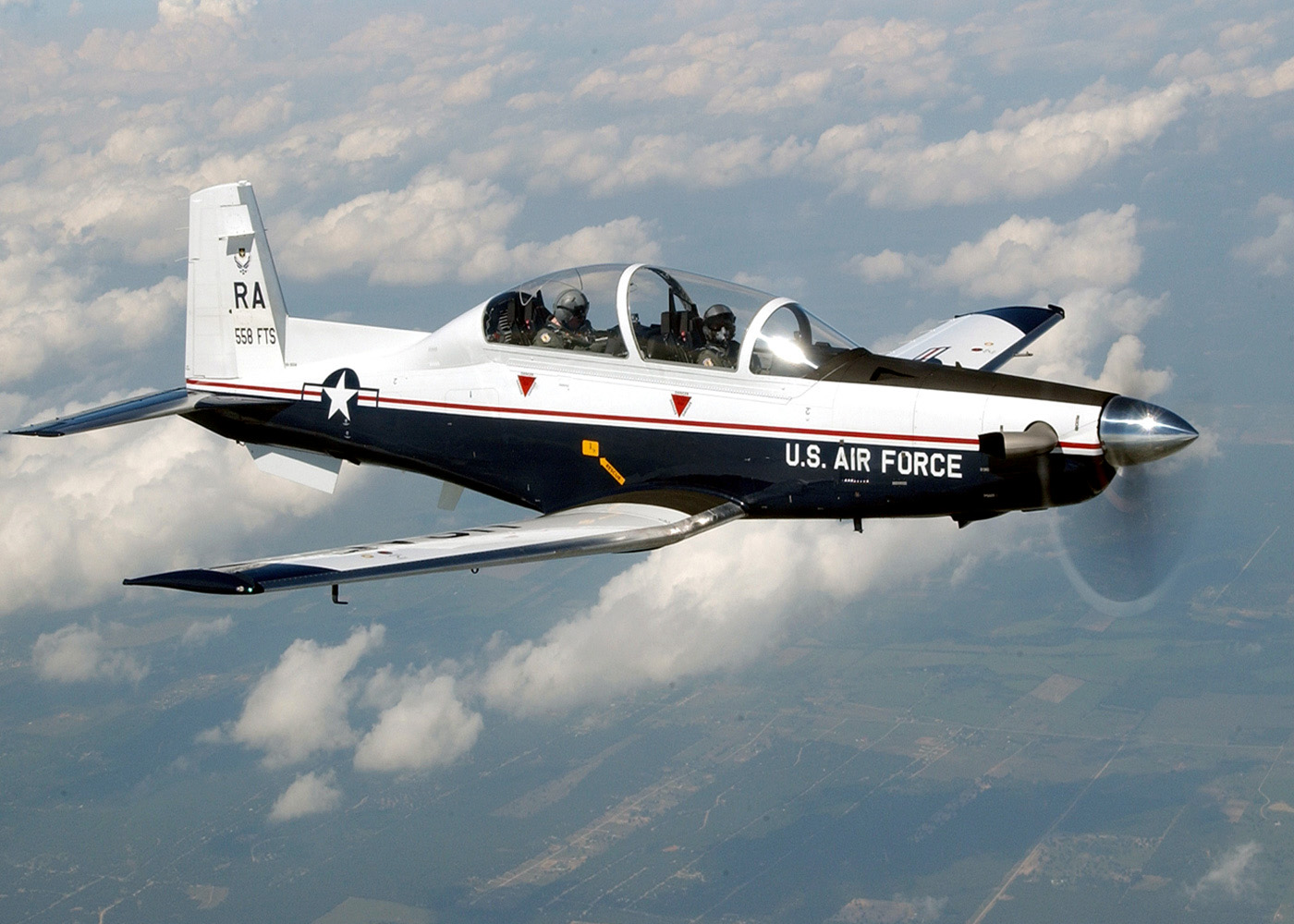
El T-6A Texan II de la Fuerza Aérea Estadounidense está basado en el PC-9

- Angola: 4 (entregados desde 1987)
- Arabia Saudita: 50 (entregados desde 1986)
- Australia: 67
- Birmania: 10 (entregados desde 1986)
- Bulgaria: 6 (entregados desde 2004)
- Croacia: 20 (entregados desde 1997)
- Chad: 3
- Chipre: 2 (entregados en 1989)
- Eslovenia: 11 (entregados desde 1995)
- Estados Unidos: 454, diseño basado en el PC-9 y construido desde 2001 bajo licencia a Beechcraft y con el nombre de Hawker Beechcraft T-6A Texan II[3]
- Argentina: 12, construidas por Beechrcaft bajo licencia y con el nombre de Beechcraft T-6 Texan II (Entregadas en el 2018)
- Irak: 20 (entregados desde 1987)
- Irlanda: 8 (entregados desde 2004)
- México: 2 (entregados en 2006)
- Omán: 12 (entregados desde 1999)
- Suiza: 14 (entregados desde 1987)
- Tailandia: 36 (entregados desde 1991)

## Usuarios del PC-21

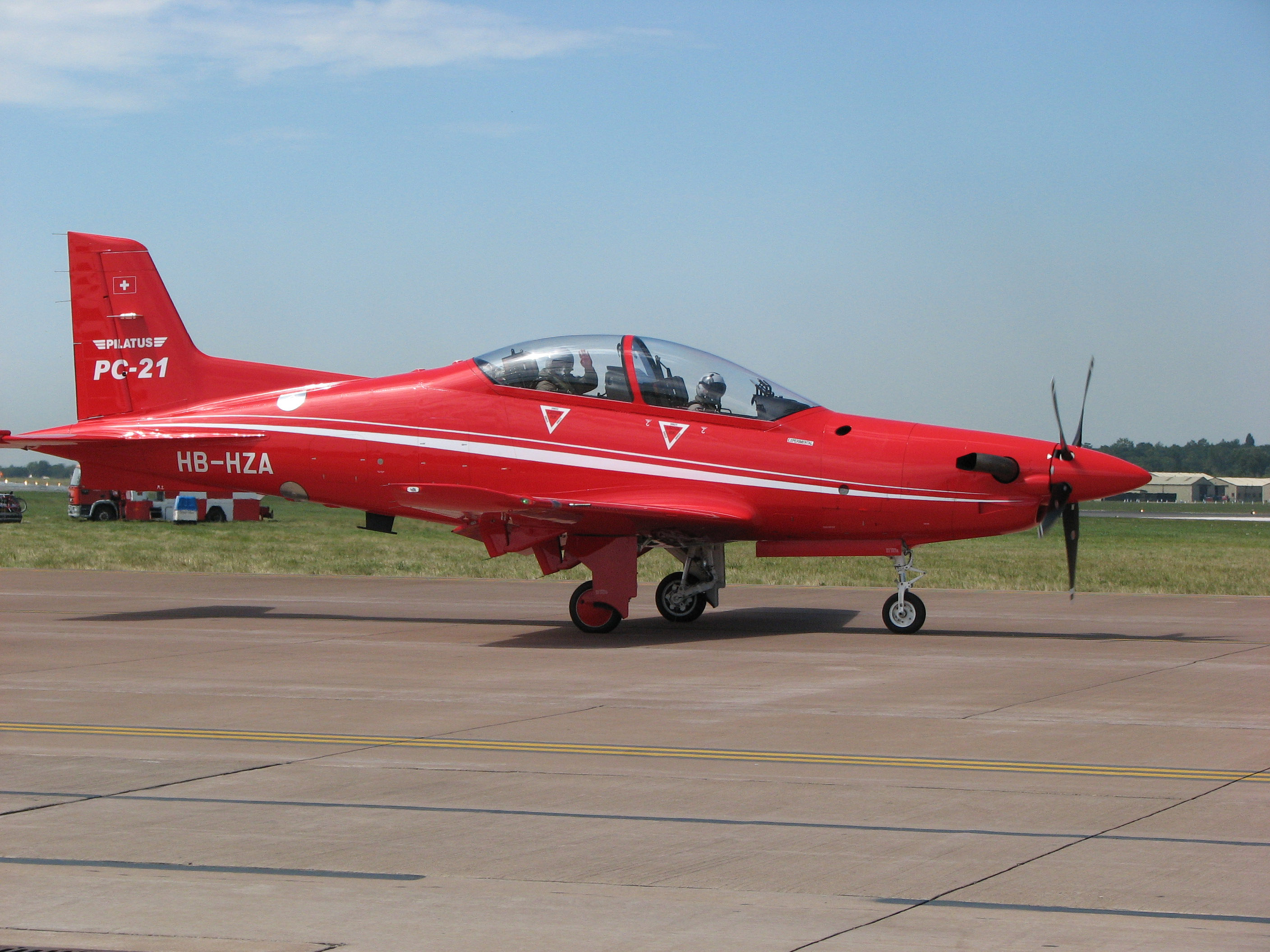
Pilatus PC-21

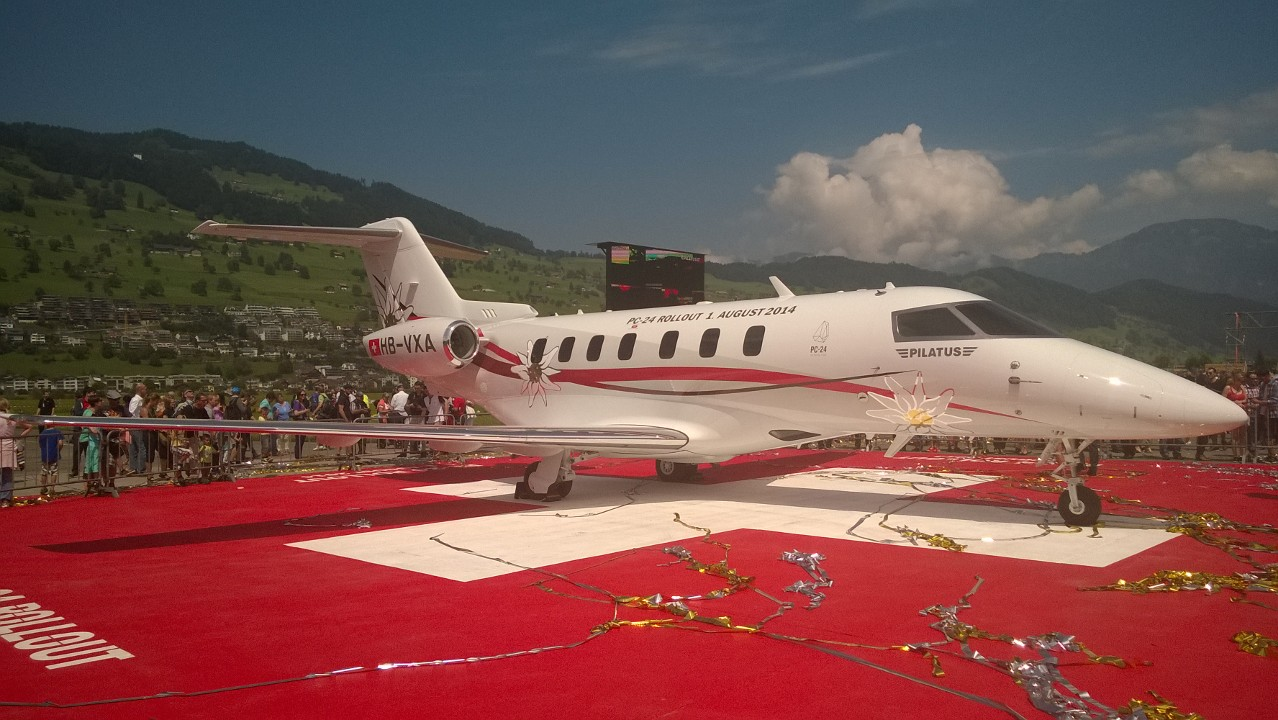
Pilatus PC-24

- Suiza
- Singapur
- Arabia Saudita
- Catar
- España (24)

| Aerobatic team                | Country      | Typ   | Remark                                                                 |
| ----------------------------- | ------------ | ----- | ---------------------------------------------------------------------- |
| P-3 Flyers                    | Suiza        | P-3   | civilian team                                                          |
| Patrouille Suisse             | Suiza        | PC-6  | Only Support / Transport PC-6T V-622 "Felix"                           |
| PC-7 Team                     | Suiza        | PC-7  |                                                                        |
| Silver Falcons                | Sudáfrica    | PC-7  |                                                                        |
| Alap-Alap Formation           | Brunéi       | PC-7  |                                                                        |
| Taming Sari                   | Malasia      | PC-7  |                                                                        |
| Solo Display Team             | Países Bajos | PC-7  | as well as a F-16 and an AH-64                                         |
| Blue Phoenix                  | Tailandia    | PC-9  |                                                                        |
| Wings of Storm                | Croacia      | PC-9  |                                                                        |
| Roulettes                     | Australia    | PC-9  |                                                                        |
| Fuerza Aérea Suiza PC-21 Demo | Suiza        | PC-21 | will be presented only sporadically to not to compete Pilatus Aircraft |
| Pilatus Aircraft              | Suiza        | PC-21 | civil, Demonstration with 1 or 2 aircraft                              |